# Ferguson Ridge
Ferguson Ridge ist ein 855 m hoher Gebirgskamm im Grahamland im Norden der Antarktischen Halbinsel. An der Nordenskjöld-Küste ragt er in nordnordwest-südsüdöstlicher Ausrichtung südwestlich der Nodwell Peaks auf.
Das UK Antarctic Place-Names Committee benannte ihn 1983 nach dem irischen Ingenieur Harry Ferguson (1884–1960), der ab 1911 an der Entwicklung von Traktoren gearbeitet hatte und aus dessen Aktivitäten 1958 der Hersteller Massey Ferguson hervorging.